# Sandra (piosenkarka)
Sandra, właśc. Sandra Ann Cretu-Menges z domu Lauer (ur. 18 maja 1962 w Saarbrücken) – niemiecka piosenkarka wykonująca muzykę pop, euro disco i synth pop. Karierę na estradzie zaczęła jako członkini tria Arabesque, w którym występowała od 1979 do 1984 roku, a w latach 1990–2003 udzielała się w projekcie Enigma. Szczyt kariery solowej Sandry przypadł na drugą połowę lat 80. i początek lat 90. XX wieku. Jej najpopularniejsze przeboje to: „Maria Magdalena”, „In the Heat of the Night”, „Hi! Hi! Hi!”, „Everlasting Love”, „Secret Land” i „Hiroshima”. Łącznie sprzedała na świecie ponad 30 milionów płyt, co uczyniło ją jedną z najpopularniejszych niemieckich piosenkarek.

## Życiorys

### Wczesne lata i początki kariery
Urodziła się w Niemczech Zachodnich jako Sandra Ann Lauer. Ojciec Sandry, Robert Lauer, był Francuzem prowadzącym sklep z winami, a matka Karin – Niemką, która pracowała w sklepie obuwniczym. Sandra miała starszego brata, Gastona, który w 1995 roku zmarł z powodu powikłań związanych z paraplegią, na którą cierpiał już w dzieciństwie. Przez 10 lat ćwiczyła balet, pobierała także lekcje gry na gitarze.
Mając 13 lat, wzięła udział w konkursie młodych talentów, po którym zaproponowano jej nagranie singla „Andy mein Freund”. Został on wydany w sierpniu 1976, lecz okazał się porażką komercyjną. Jako szesnastolatka została członkinią dziewczęcego tria Arabesque, gdzie obejmowała główny wokal. Największą popularność grupa zdobyła w Japonii. Kiedy Arabesque zakończyło działalność w 1984, Sandra postanowiła nagrać niemiecką wersję utworu „Big in Japan” zespołu Alphaville, pod nowym tytułem „Japan ist weit”. Za produkcję coveru Sandry odpowiadał Michael Cretu. Singel nie okazał się sukcesem, ponieważ sprzedało się 125 egzemplarzy.

### 1985–1993: Szczyt kariery międzynarodowej
Międzynarodowy sukces Sandra odniosła w 1985 roku utworem „(I’ll Never Be) Maria Magdalena”. Piosenka stała się przebojem i zdobyła pierwsze miejsce na listach przebojów w ponad 20 krajach na świecie, m.in. w Niemczech, Austrii, Szwajcarii i Grecji. W tym samym roku ukazała się jej pierwsza płyta, The Long Play, która okazała się sukcesem, docierając do top 10 list sprzedaży w Szwajcarii i państwach skandynawskich. Przyniosła ona kolejny przebojowy singiel, „In the Heat of the Night”, który uplasował się w top 5 list przebojów w krajach Europy. Pod koniec roku piosenkarka udała się w tournée promujące debiutancki album. Stylistyka piosenek Sandry opierała się głównie na tanecznym synth popie i euro disco, często wykorzystując męskie chórki, które nagrywał Hubert Kemmler, znany jako Hubert Kah. Producentem wszystkich nagrań Sandry w tamtym czasie był Michael Cretu, prywatnie partner piosenkarki.
W lutym 1986 Sandra przeprowadziła się do Londynu na sześć miesięcy, gdzie codziennie pobierała lekcje śpiewu. Zapisała się także na lekcje języka angielskiego w szkole London Berlitz oraz uczyła się gry na perkusji. Wtedy też ukazał się trzeci singiel, „Little Girl”, któremu towarzyszył teledysk nakręcony w Wenecji. Na festiwalu Tokyo Song Contest utworem „In the Heat of the Night” wokalistka zdobyła drugie miejsce. Jeszcze w tym samym roku ukazała się druga płyta Sandry – Mirrors. Stylistycznie była kontynuacją brzmienia znanego z debiutanckiego albumu. Odniosła ona sukces, a pierwszym singlem zostało nagranie „Innocent Love”. Drugi singiel, taneczny „Hi! Hi! Hi!”, poradził sobie na listach jeszcze lepiej. Kolejne przeboje pochodzące z tego krążka to ballada „Loreen” i energiczna piosenka „Midnight Man”. Na płycie znalazł się także utwór „Don't Cry (The Breakup of the World)”, poruszający temat katastrofy w Czarnobylu.
W 1987 ukazała się kompilacja Ten on One (The Singles), zawierająca największe dotychczasowe przeboje piosenkarki oraz dwa nowe nagrania, w tym kolejny duży przebój „Everlasting Love”. Kompilacja cieszyła się dużą popularnością, zdobywając w Niemczech i Francji status złotej płyty, a w Szwajcarii – platynowej. Sandra wystąpiła gościnnie w jednym z odcinków serialu kryminalnego ARD Tatort (Miejsce zbrodni) – pt. „Salü Palu”, gdzie wykorzystany został jej kolejny singel, „Stop for a Minute”.
Trzeci studyjny album, Into a Secret Land, został wydany w roku 1988 i prezentował nowe, bardziej wyrafinowane brzmienie. Cieszył się sukcesem komercyjnym i zebrał pozytywne opinie, a dziś uznawany jest za jeden z najlepszych w karierze Sandry. Płytę promowały cztery przebojowe single: „Heaven Can Wait”, „Secret Land”, „We'll Be Together” i „Around My Heart”. Kilka dni przed kręceniem teledysku „Secret Land”, Sandra uległa poważnemu wypadkowi samochodowemu, w którym otarła się o śmierć. W tym samym roku na rynkach anglojęzycznych ukazała się specjalna kompilacja Everlasting Love, a remiks tytułowego nagrania osiągnął umiarkowany sukces na brytyjskiej liście przebojów.
Wiosną 1990 ukazała się płyta Paintings in Yellow. Podobnie jak poprzednia, charakteryzowała się ambitniejszą stylistyką i poważniejszymi tekstami utworów. Była ona kolejnym sukcesem wydawniczym (m.in. top 5 w Niemczech). Z albumu pochodził przebój „Hiroshima”, zawierający antywojenne przesłanie. Kolejnymi singlami zostały „(Life May Be) A Big Insanity” oraz ballada „One More Night”, jednak spotkały się one tylko ze średnim zainteresowaniem. W tym samym roku mąż Sandry założył projekt muzyczny o nazwie Enigma, w ramach którego tworzył kompozycje spod znaku new age. Sandra użyczyła głosu w wielu utworach tego projektu, m.in. w hitowym „Sadeness”.
Kolejny solowy materiał Sandry, Close to Seven, ujrzał światło dzienne w 1992 roku i był kontynuacją wyrafinowanego brzmienia znanego z dwóch poprzednich albumów. Płyta zdobyła pozytywne recenzje, a pierwszy singel, „Don't Be Aggressive”, cieszył się sporym powodzeniem. Album nie osiągnął jednak takiego sukcesu komercyjnego jak wcześniejsze wydawnictwa Sandry, a drugi singel, „I Need Love”, nawet nie wszedł na niemiecką listę przebojów. W tym samym roku została wydana składanka 18 Greatest Hits z największymi przebojami, która z kolei była sukcesem wydawniczym. Promowała ją nowa wersja piosenki „Johnny Wanna Live”, która poruszała temat ochrony i praw zwierząt. Rok później ukazał się singel z remiksem hitu „Maria Magdalena”, jednak osiągnął on niewielki sukces.

### Od 1995 roku
Rok 1995 przyniósł album Fading Shades, który Sandra nagrywała będąc w ciąży. Nie odniósł on sukcesu, chociaż teledysk do pierwszego singla, „Nights in White Satin” był często emitowany przez telewizję. Drugi i ostatni singel, „Won't Run Away”, poniósł komercyjną klęskę. Kolejne lata Sandra spędziła na wychowywaniu dzieci, od czasu do czasu udzielając się na płytach Enigmy. W 1999 ukazała się dwupłytowa kompilacja My Favourites, zawierająca remiksy i wybór ballad. Okazała się średnim sukcesem, podobnie jak promujący ją singel, nowa wersja utworu „Secret Land”.
Sandra powróciła z nowym materiałem w 2002 roku, wydając album The Wheel of Time. Płytę jeszcze w 2001 poprzedziła ballada „Forever”, wydana jako pierwszy singel, która spotkała się z umiarkowanym sukcesem. Albumowi towarzyszyła duża promocja medialna, a Sandra po raz pierwszy od ośmiu lat dała występ w niemieckiej telewizji. Następnymi singlami zostały „Such a Shame” (cover przeboju Talk Talk z lat 80.) i kolejna ballada „I Close My Eyes”. Płyta The Wheel of Time dotarła do pierwszej dziesiątki sprzedaży na niemieckiej liście.
Po kilku następnych latach milczenia Sandra powróciła w 2006 roku, wydając piosenkę i teledysk „Secrets of Love” z DJ-em Bobo. Singiel spotkał się z sukcesem na listach przebojów w krajach niemieckojęzycznych. Jesienią tego samego roku wydana została płyta Reflections z nowymi wersjami starych przebojów. Album osiągnął średni sukces, za to w Polsce dużą popularnością cieszyła się nowa wersja „Around My Heart” – zajmowała wysokie miejsca na radiowych listach przebojów. W lutym 2007 ukazał się kolejny studyjny album Sandry, zatytułowany The Art of Love. Był to pierwszy album wyprodukowany bez udziału Michaela Cretu – za brzmienie odpowiedzialny był Jens Gad. Jak mówiła sama Sandra, znalazły się na nim bardzo osobiste, dyskretne teksty, w których rozlicza się z przeszłością. Pierwszym singlem została piosenka „The Way I Am”, która osiągnęła niewielki sukces w Niemczech, a kolejnym – „What Is It About Me”, która jednak nie weszła na listy przebojów. Album zawierał także przeróbkę piosenki „All You Zombies” zespołu The Hooters, która stała się radiowym przebojem w Polsce. 24 sierpnia 2008 Sandra wystąpiła w Polsce na festiwalu w Sopocie, w ramach koncertu poświęconego muzyce lat 80., jednak jej występ został odebrany negatywnie przez media.
W 2009 roku piosenkarka wydała nowy album, Back to Life, mający lżejszy i bardziej optymistyczny wydźwięk w porównaniu z poprzednią płytą. Pierwszym singlem zostało nagranie „In a Heartbeat”, a kolejnym – piosenka „The Night Is Still Young”, nagrana wspólnie z Thomasem Andersem z zespołu Modern Talking. Teledysk do niej został nagrany na Ibizie. Oba single, jak i sama płyta, spotkały się z umiarkowanym sukcesem na listach sprzedaży. Jesienią 2009 roku ukazała się trzypłytowa kompilacja The Platinum Collection, podsumowująca całą dotychczasową karierę Sandry.
W październiku 2012 Sandra wydała płytę Stay in Touch, która była efektem współpracy z niemieckim duetem DJ-skim Blank & Jones. Została ona utrzymana w klimacie lat 80., odtwarzając stylistykę znaną z pierwszych płyt Sandry. Album promowały single „Maybe Tonight” oraz „Infinite Kiss”, które nie były sukcesem na listach przebojów, choć sama płyta osiągnęła średni sukces. W roku 2016 wydana została kolejna kompilacja, The Very Best of Sandra, promowana remiksem „In the Heat of the Night”.

## Życie prywatne
7 stycznia 1988 na Ibizie Sandra wyszła za mąż za Michaela Cretu. Przez kilkanaście lat był on producentem muzycznym Sandry i odpowiadał za jej największe sukcesy. 6 lipca 1995 zostali rodzicami bliźniaków: Nikity i Sebastiana. Po prawie dwudziestu latach, w listopadzie 2007, ich małżeństwo rozpadło się. Jako powód piosenkarka podała „różnice osobiste i zawodowe”. Byli małżonkowie doszli do porozumienia w kwestii sprawowania opieki nad dziećmi. W 2010 Sandra wyszła za mąż za Olafa Mengesa. We wrześniu 2014 roku Sandra w wywiadzie do telewizji RTL wyznała, iż jest w separacji z Olafem Mengesem. W sierpniu 2014 nowym menedżerem Sandry został Alexei Perschukewitsch.
Swojemu bratu Gastonowi (zmarłemu w połowie lat 90.) dedykowała dwie piosenki: „Sisters and Brothers” (1985) i „Dear God... If You Exist” (2007).

## Dyskografia
Albumy studyjne i wybrane kompilacje
- The Long Play (1985)
- Mirrors (1986)
- Ten on One (The Singles) (1987)
- Into a Secret Land (1988)
- Everlasting Love (1988)
- Paintings in Yellow (1990)
- Close to Seven (1992)
- 18 Greatest Hits (1992)
- Fading Shades (1995)
- My Favourites (1999)
- The Wheel of Time (2002)
- Reflections (2006)
- The Art of Love (2007)
- Back to Life (2009)
- Stay in Touch (2012)